# Wspólnota administracyjna Marktleugast
Wspólnota administracyjna Marktleugast – wspólnota administracyjna (niem. Verwaltungsgemeinschaft) w Niemczech, w kraju związkowym Bawaria, w rejencji Górna Frankonia, w regionie Oberfranken-Ost, w powiecie Kulmbach. Siedziba wspólnoty znajduje się w miejscowości Marktleugast. Przewodniczącym jej jest Manfred Huhs.
Wspólnota administracyjna zrzesza dwie gminy targowe (Markt):
- Grafengehaig, 950 mieszkańców, 20,80 km²
- Marktleugast, 3 266 mieszkańców, 33,89 km²